# Ardisia curtiflora
Ardisia curtiflora är en viveväxtart som beskrevs av Adolph Daniel Edward Elmer. Ardisia curtiflora ingår i släktet Ardisia och familjen viveväxter. Inga underarter finns listade i Catalogue of Life.